# Hans Mielich
Hans Mielich, écrit aussi Muelich ou Müelich, parfois appelé Zentz (pour Vincent) (né en 1516 à Munich et mort le 10 mars 1573 dans la même ville), est un peintre et dessinateur bavarois de la Renaissance tardive, connu principalement pour ses portraits, miniatures et enluminures. 
Il est actif pendant plus de 30 ans comme peintre de la bourgeoisie aisée de Munich et est considéré encore aujourd'hui comme l'un des représentants des arts plastiques les plus importants dans l'histoire de la ville. Son œuvre la plus connue est le maître-autel de l'église Notre-Dame de Ingolstadt.

## Biographie
Hans Mielich est le fils de Wolfgang Mielich, attesté comme peintre de la ville depuis 1509. Il a reçu sa première formation dans l'atelier de son père et de son grand-père, également peintre, où il rencontre, à partir de 1528 environ, Ludwig Refinger (de) et Barthel Beham. Vers 1536 il part à Ratisbonne, où il est influencé par Albrecht Altdorfer et l'École du Danube. Il retourne à Munich au plus tard en 1540. En 1541 il fait un voyage à Rome sur l'incitation du duc Guillaume IV de Bavière. À son retour, et pour le reste de sa vie, il séjourne à Munich. Il est reçu dans la corporation munichoise des peintres le 11 juillet 1543. 
Ses relations avec le duc Albert V de Bavière, grand amateur d'art qui lui commande à partir de 1546-1547 de plus en plus d'œuvres, évoluent bientôt vers une étroite amitié. Mielich devient un peintre de cour apprécié dont l'horizon et la culture artistiques dépassent largement le niveau alors usuel dans sa corporation, et qui lui procurent des entrées auprès des patriciens aisés. En 1558 il est élu chef de la corporation des peintres.  Un peintre de même nom, dont l'existence est attestée vers 1570 à Legnica, peintre de cour du duc Henri XI de Legnica, est probablement un fils de Mielich.

## Œuvre

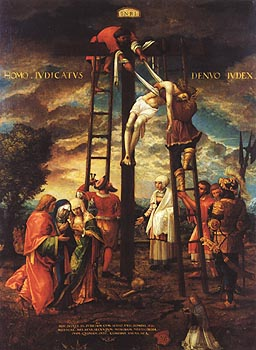
Descente de croix (1536)
Musée Marmottan, Paris

Hans Mielich est considéré comme l'artiste le plus important de la ville de Munich à l'époque de l'ancienne Bavière. Nombre de ses commandes sont des œuvres à sujets sacrés, mais il a également créé quantité de portraits et des peintures d'histoire. Pendant son séjour à Ratisbonne, il développe, après une impulsion initiale par Barthel Beham, un style  personnel coloré et expressif qui se manifeste pour la première fois dans l'illustration de la page de titre du Freiheitenbuch (1536). Les œuvres religieuses précoces de cette période comprennent la Descente de croix (1536) qui montre son attachement à la tradition de l'art gothique bavarois tardif. La même année voit la création du Portrait de saint Jérôme et du Mont du calvaire (1539) qui indiquent déjà la tendance vers la  description de la nature  et le maniérisme de l'école du Danube et l'école d'Altdorf.

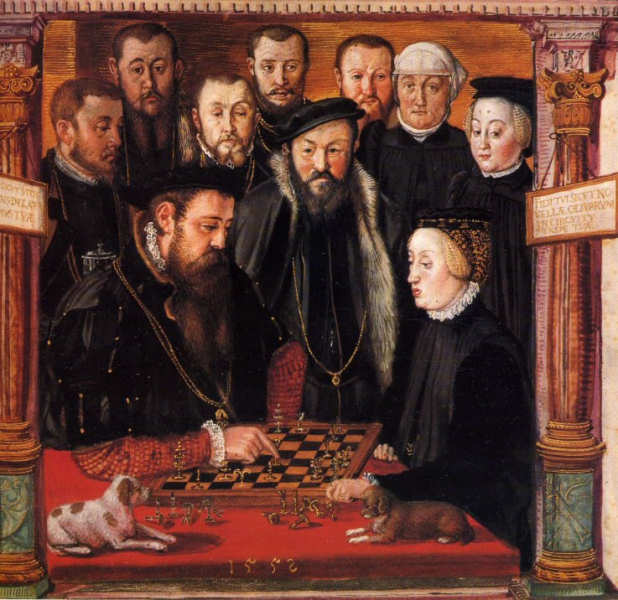
Le Duc Albert et sa femme Anne
jouant aux échecs (1552)
Livre des bijoux de la
Duchesse Anne de Bavière.

À Rome, Mielich se familiarise avec la peinture des premiers maniéristes italiens. Il leur doit la représentation de corps humains nus, de l'expression du mouvement et des possibilités qu'offre la  représentation en perspective de l'espace. Cette phase de création débute par un Ecce Homo inachevée et la Mise au tombeau (1543) sur un autel de la passion dans la Frauenkirche, et comprend également l'Épitaphe de Ligsalz (1540) avec la Conversion de Paul, le Christ triomphant, et le Saint Martin et le mendiant.
De nombreux portraits comme celui de Pankraz von Freyberg zu Hohenaschau (de) et de sa femme Maria Kitscher (1545) ainsi que le double portrait du duc Albert et d'Anne d'Autriche (1546) sont destinés à des retables. Il privilégie alors la représentation en buste ou en demi-grandeur. Le tableau de la tombe de Leonhard von Eck peint en 1554 reprend le style de la Renaissance italienne; dans la partie supérieure Mielich fait référence au Jugement dernier de Michel-Ange dans la Chapelle Sixtine. Dans cette période, il recherche une synthèse de l'art italien avec le style d'Albrecht Dürer, comme il a réalise dans de nombreuses peintures religieuses ou épitaphes. D'autres portrait de cette période montrent Peter Fröschl (1540), Guillaume IV sur son lit de mort (1550), Hans et Elsbeth Tucher (1551) et finalement un portrait en pied du duc Ladislaus zu Haag (1556-1557). Vers la fin de cette période, l'œuvre de Mielich comporte des traits maniéristes plus prononcés.

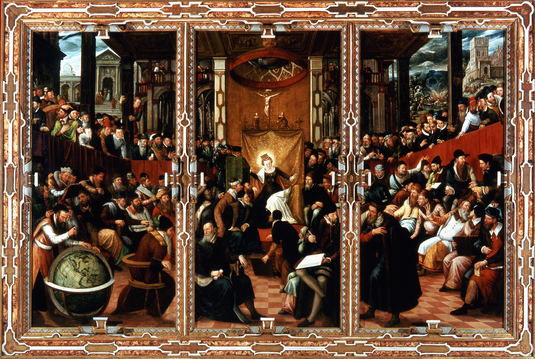
Sainte Catherine en discussion
Dos du maître-autel d'Ingolstadt
(achevé en 1572).

Une œuvre principale de sa période tardive et en même temps une œuvre capitale de la Contre-Réforme du sud de l'Allemagne est le maître-autel de l'Église Notre-Dame de la ville d'Ingolstadt. Mielich et son atelier créent, entre 1560 et 1572,  plus de 90 tableaux constituant cet autel. Les dessins et études préparatoires, de sa propre main, dépassent les exécutions finales par la fluidité de la représentation des mouvements, conformément au modèle italien. Ce tableau a été commandé par le duc pour le centenaire de la fondation de l'université d'Ingolstadt. Certains des personnages du tableau sont des représentants reconnaissables des corps constitués de l'époque. Le duc et sa suite, ainsi que le recteur de l'université Georg de Montfort, le chancelier Simon Eck, le bourgmestre Georg Schober et le surintendant Friedrich Staphylus sont représentés tout proches de Catherine, les protestants luthériens Johannes Aventin, Leonhard Fuchs et Philipp Apian doivent se contenter de strapontins sur les bords de la galerie.
En plus des panneaux en peinture à l'huile, Mielich réalise des dessins préparatoires pour la xylographie. Une de ses œuvres les plus connues est le Siège de l'armée de Charles Quint devant Ingolstadt (1546), qui a été réalisé en xylographie par Christoph Zwikopf  en 1549. Dans le domaine des miniatures sont à ranger les deux Inventaire des bijoux d'Albert (1546–55) et de son épouse Anne (1552–55). Ces recueils contiennent les dessins en aquarelle  des objets précieux, joailleries et reliques en possession du couple ducal, et surtout l'illustration d'un recueil de Motets de Cyprien de Rore (1557–59, 300 pages) et des Psaumes du repentir de Roland de Lassus (1560–71, 400 pages). Il était lié d'une amitié d'artiste avec ce compositeur. Enfin, un ensemble d’esquisses pour des chaînes en or, des broches et une dague de parade sont conservées et sont attribuées à Mielich.

## Œuvres conservées
- Descente de croix (1536), huile sur bois, 150 × 112 cm, musée Marmottan, Paris[5]
- Portrait de Peter Fröschl (1540), National Gallery of Art, Washington.
- Portrait de Madame Tucher (1551), collection particulière.
- Portrait du comte Ladislaus von Haag avec la panthère (1557), musée Liechtenstein, Vienne.
- Orlande de Lassus présentant à Albert V de Bavière les musiciens de la chapelle ducale (1558), psautier de Roland de Lassus, Bayerische Staatsbibliothek, Mus. ms. A II, page 187.
- La Vierge en gloire avec le duc Albert V de Bavière et sa famille (1572), panneau central du maître-autel de l'église Notre-Dame d'Ingolstadt.
- Buste de gentilhomme, musée des beaux-arts d'Agen

## Galerie

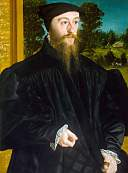
Portrait de Peter Fröschl (1540) National Gallery of Art
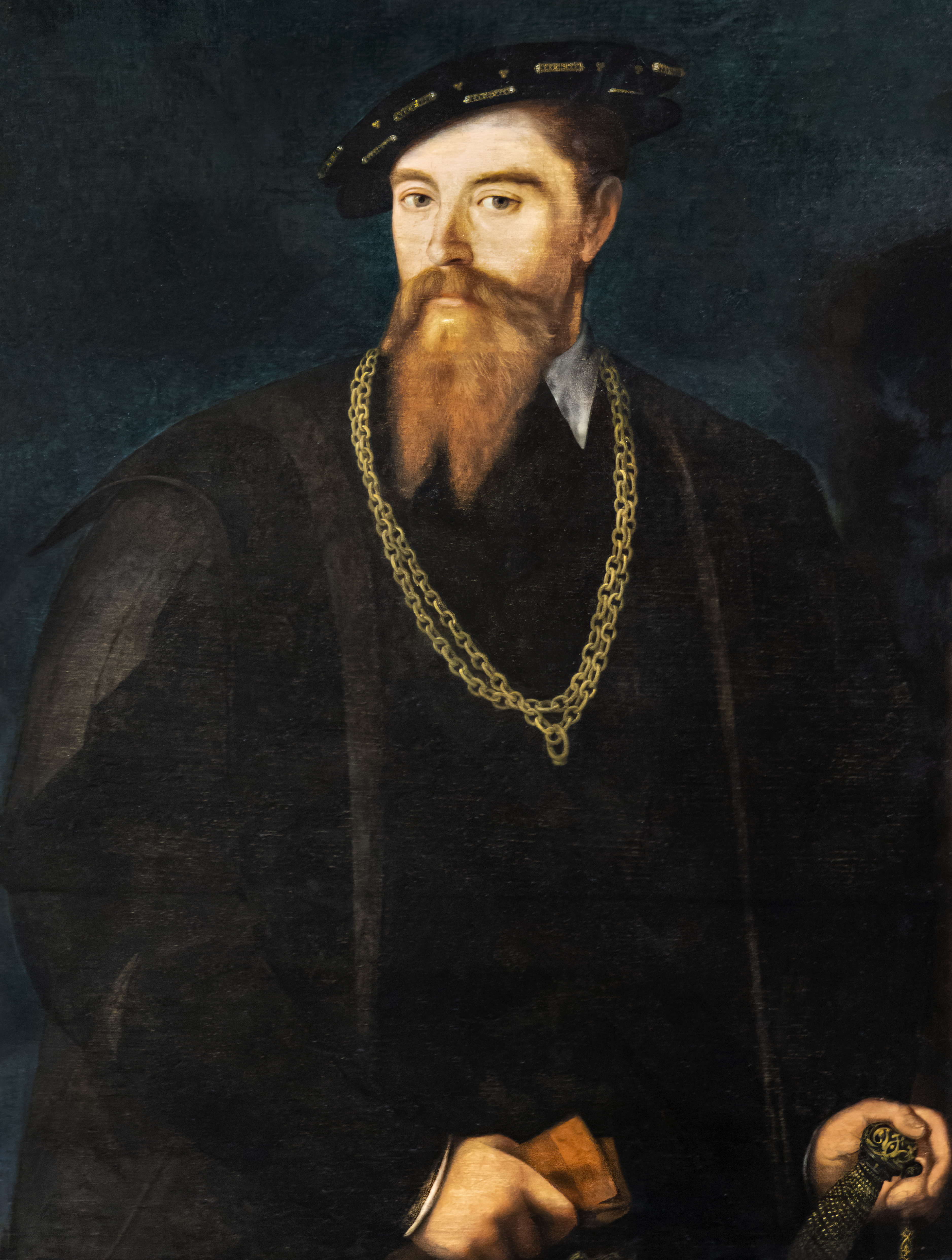
Buste de gentilhomme - Musée des Beaux-Arts d'Agen
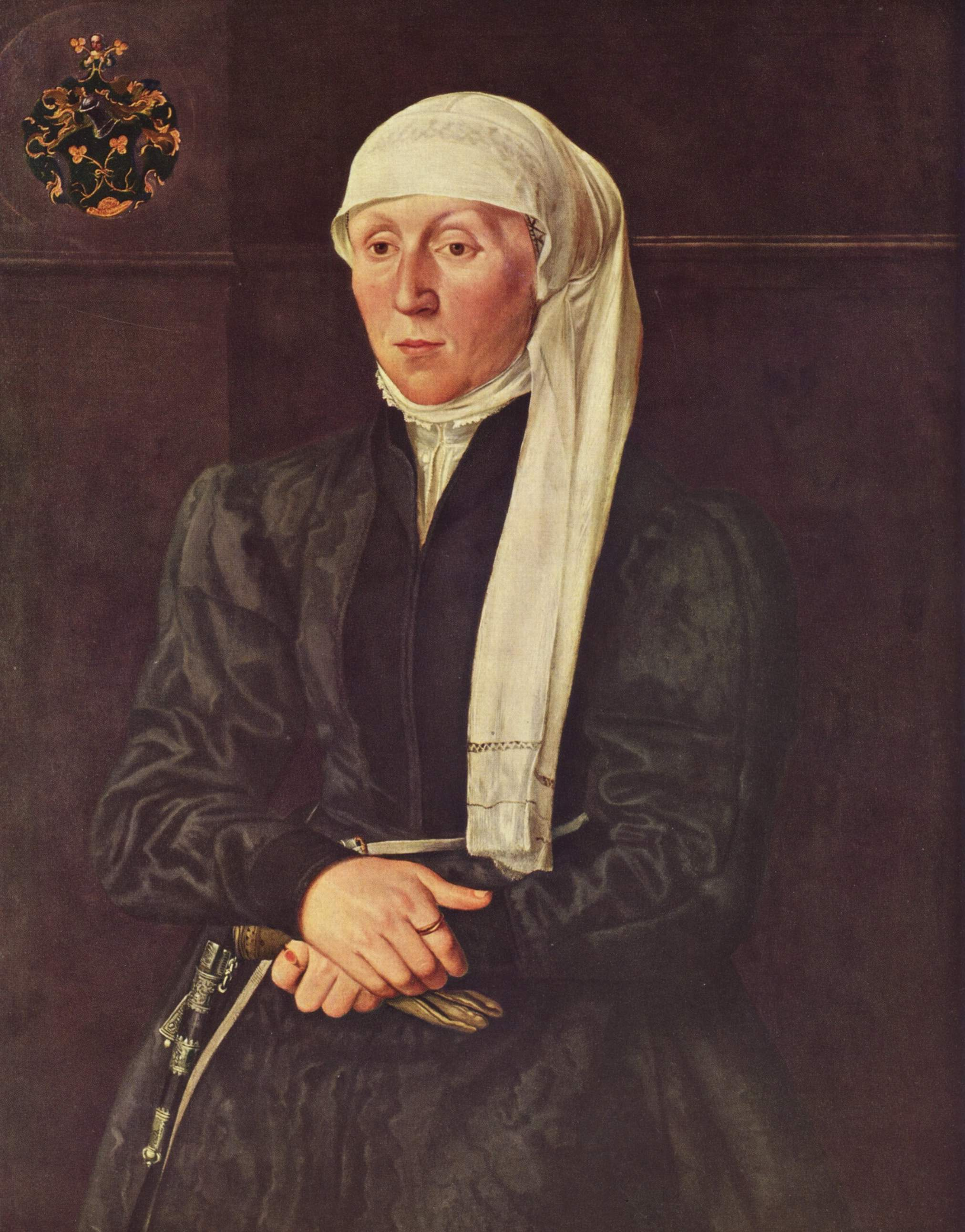
Porträt de Madame Tucher (1551), collection particulière
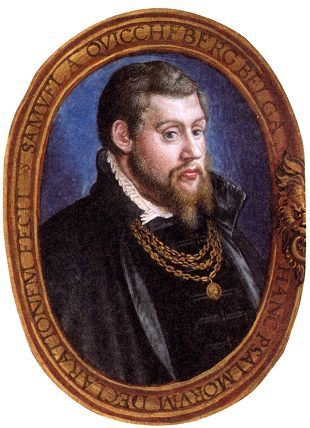
Samuel Quiccheberg (vers 1556)
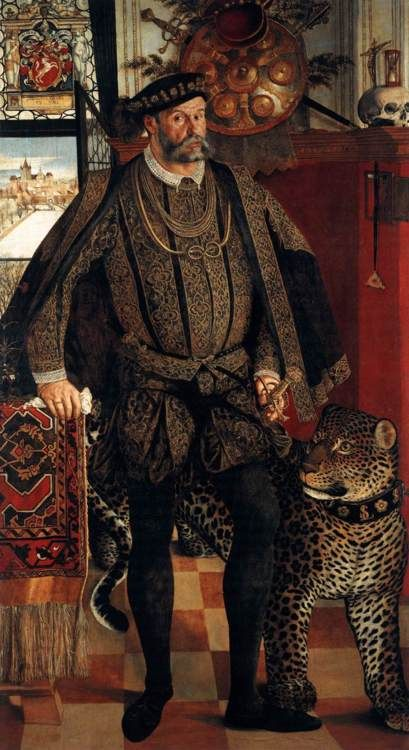
Portrait du comte Ladislaus von Haag avec la panthère (1557) Musée Liechtenstein, Vienne
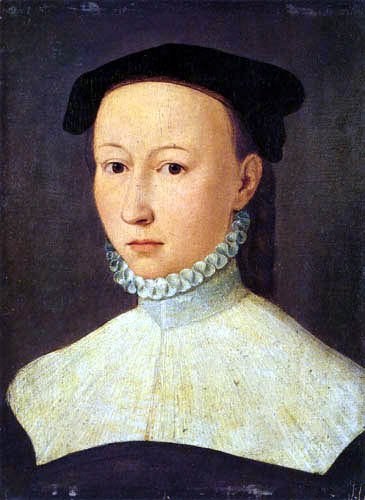
Portrait d'une jeune femme (1560)
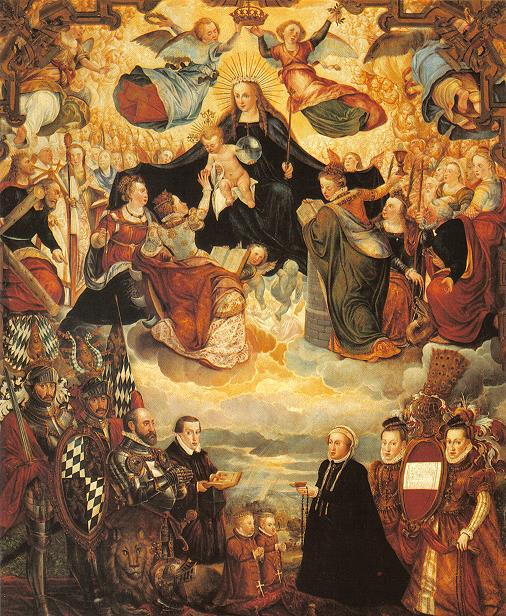
Duc Albert V de Bavière avec sa famille (1572)
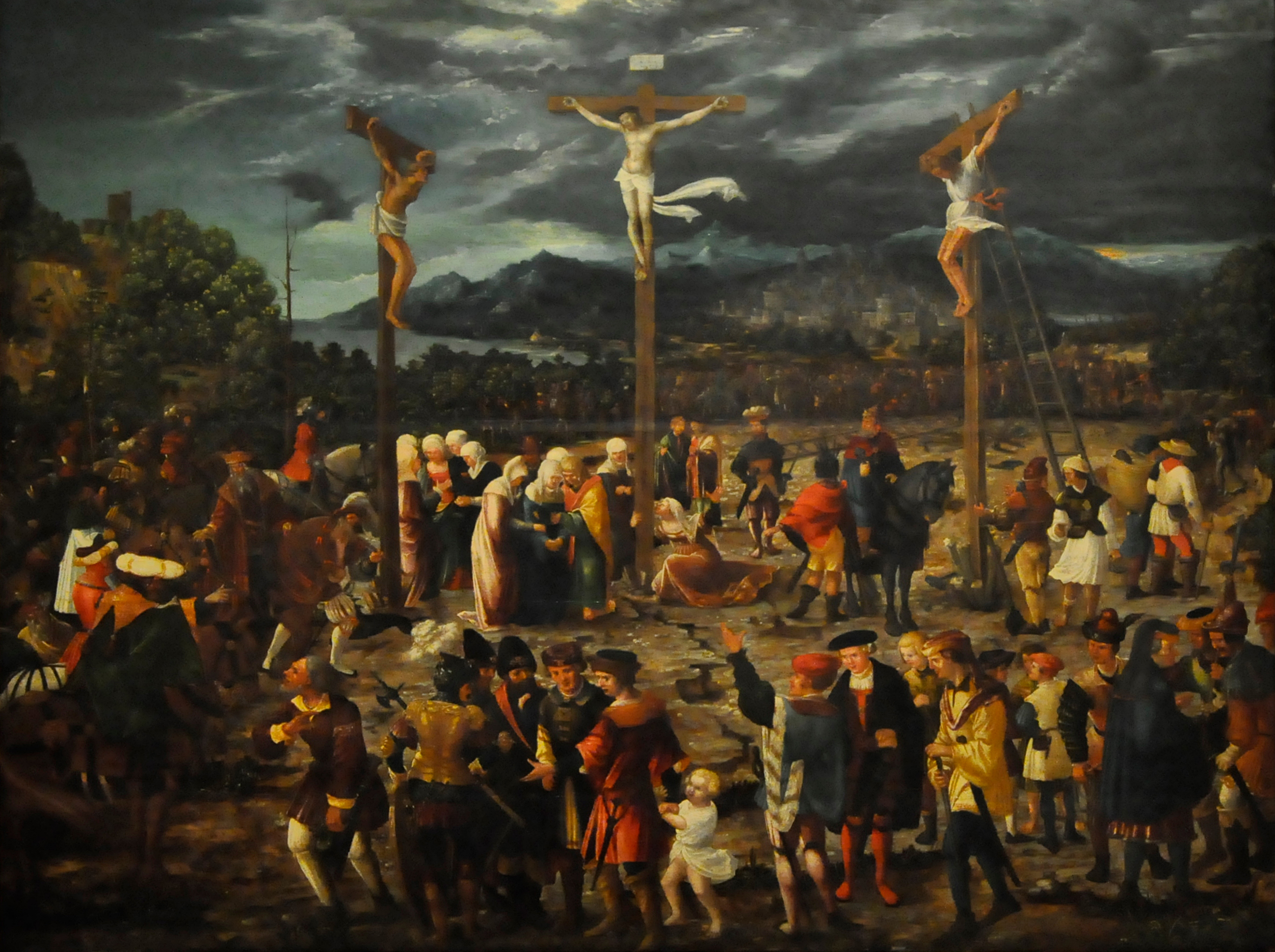
Crucifixion Musée des beaux-arts, Madrid
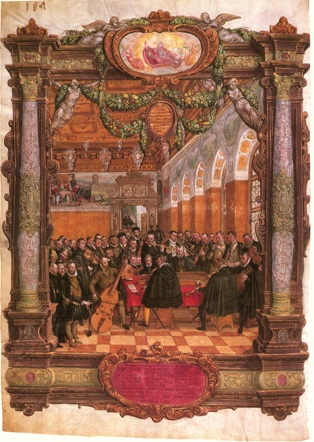
Orlande de Lassus présentant à Albert V de Bavière les musiciens de la chapelle ducale Psautier d'Orlando di Lasso Bayerische Staatsbibliothek Mus. ms. A II, page 187
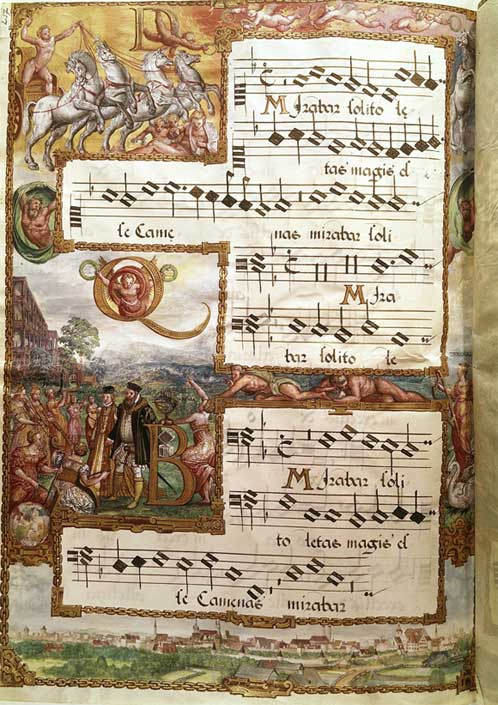
Motets de Cyprien de Rore Illustrés par Hans Mielich Bayerische Staatsbibliothek Mus. ms. B I, page 257

## Littérature
- (de) Kurt Löcher, Hans Mielich (1516–1573). Bildnismaler in München, Munich et Berlin, Deutscher Kunstverlag, 2002, 279 p. (ISBN 3-422-06358-7)
- (de) Gudula Metze, « Hans Mielich (Muelich) », dans Jürgen Wurst et Alexander Langheiter (éditeurs), Monachia, Munich, Städtische Galerie im Lenbachhaus, 2005 (ISBN 3-88645-156-9), p. 114
- (de) Jürgen Rapp, « Das Ligsalz-Epitaph des Münchner Renaissancemalers Hans Mielich », Anzeiger des Germanischen Nationalmuseums, Berlin - Nuremberg,‎ 1987, p. 161-193
- (de) Bernhard Hermann Röttger, Der Maler Hans Mielich, Munich, Schmidt, 1925

## Source de la traduction
- (de) Cet article est partiellement ou en totalité issu de l’article de Wikipédia en allemand intitulé « Hans Mielich » (voir la liste des auteurs).